# Amphizoa striata
Amphizoa striata (лат.) — вид жесткокрылых насекомых из семейства Амфизоиды. Обитают в Северной Америке (в канадской Британской Колумбии и на территории американских штатов Орегон и Вашингтон).
Длина 13-15 мм. Передние лапки этих жуков имеют хорошо развитую бороздку на задней поверхности и бороздки с бахромой из длинных волосовидных щетинок.